# Marsz dziesięciu tysięcy
Marsz dziesięciu tysięcy – odwrót armii greckich najemników z Mezopotamii do Trapezuntu nad Morzem Czarnym w latach 401–400 p.n.e.

## Przebieg wydarzeń

### Sytuacja początkowa
Podczas II wojny peloponeskiej Persja wspierała na zmianę zarówno Spartę, jak i Ateny. Ostateczne zwycięstwo Sparty doprowadziło do zacieśnienia oficjalnych relacji między nią a Persją. Gdy perski satrapa Cyrus Młodszy zwrócił się z prośbą o zgodę na rekrutację greckich najemników do walki z buntownikami w Pizydii na terenie Azji Mniejszej, Sparta nie sprzeciwiła się temu. Pozwoliło jej to nie tylko utrzymać dobre stosunki z Persją, ale także pozbyć się bezrobotnych i skłonnych do rozruchów żołnierzy, co przyczyniło się do stabilizacji sytuacji wewnętrznej w polis.

### Wyprawa

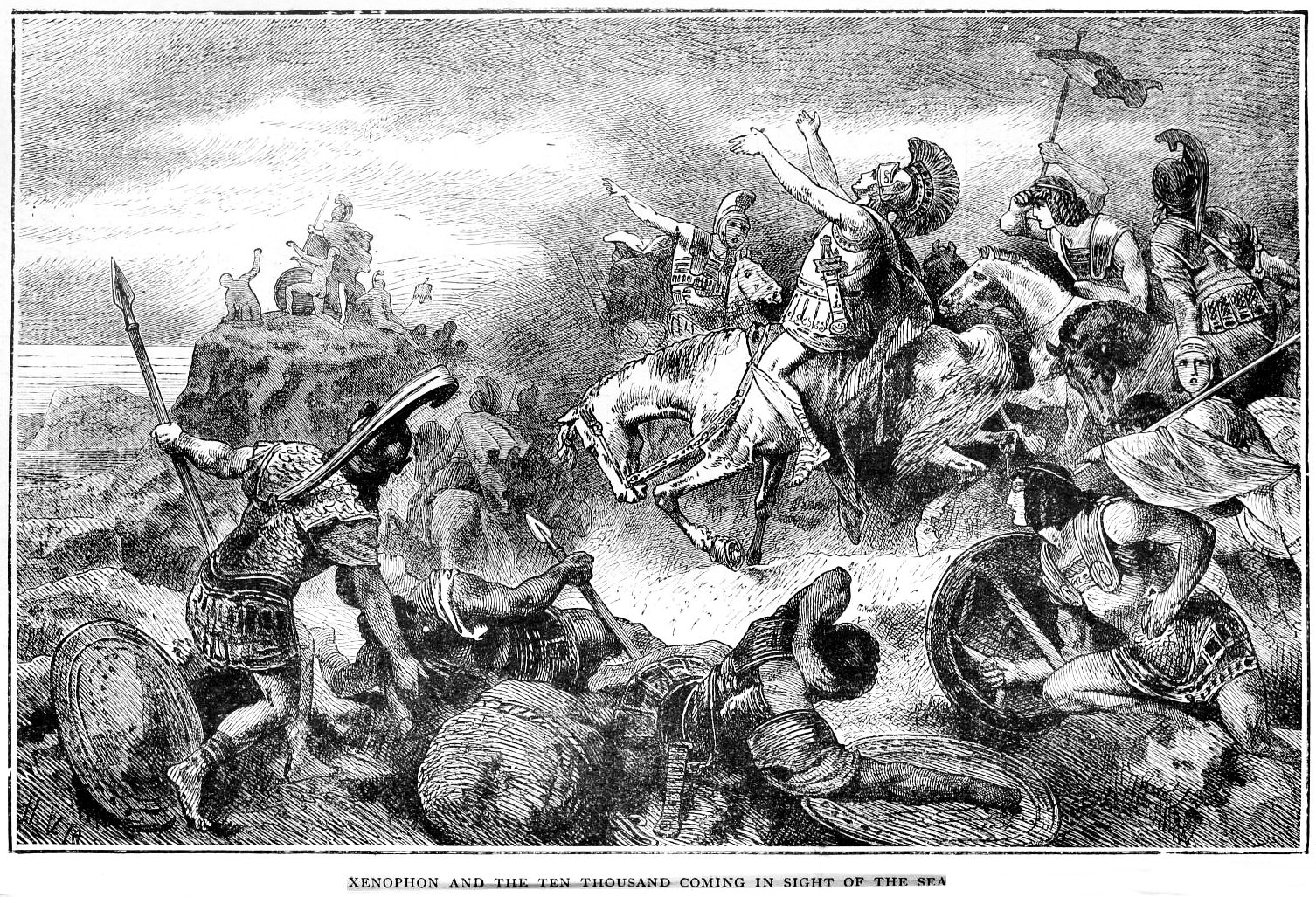
Zakończenie marszu greckich najemników na czarnomorskim wybrzeżu

Około 13 tysięcy greckich najemników wyruszyło w głąb Mezopotamii z miejscowości Sardes. Ich bezpośrednim dowódcą był Klearchos, weteran wojny peloponeskiej i doświadczony dowódca pochodzący ze Sparty. Po około sześciomiesięcznym marszu w kierunku Babilonu okazało się, że Cyrus Młodszy zbuntował się przeciwko swojemu bratu, królowi Persji Artakserksesowi II. Najemnicy, początkowo zwerbowani do walki z buntownikami w Pizydii, mieli w rzeczywistości pomóc Cyrusowi w zdobyciu tronu.
Do decydującej bitwy doszło we wrześniu 401 p.n.e. pod Kunaksą. Greckie oddziały odniosły zwycięstwo na swoim odcinku, jednak cała bitwa zakończyła się śmiercią Cyrusa. Istnieją przypuszczenia, że do jego śmierci przyczynił się Klearchos, który nie udzielił wsparcia, prawdopodobnie kierując się tradycją nakazującą dowódcy pozostanie na swoim stanowisku w obliczu wroga.
Po bitwie armia Cyrusa uległa rozproszeniu lub przyłączyła się do wojsk Artakserksesa II, natomiast Grecy znaleźli się w trudnym położeniu. Ich dalsza walka straciła sens, gdyż utracili możliwość otrzymania żołdu. Sytuację pogorszyła zdrada perskiego satrapy Tissafernesa, który podstępnie zwabił i zgładził wyższych dowódców greckich. Pozbawieni przywództwa żołnierze znaleźli się na obcym, wrogim terytorium, bez zaopatrzenia i drogi odwrotu.
Wobec nowej sytuacji Grecy wybrali nowych dowódców, wśród których znalazł się Ateńczyk Ksenofont. Około 10 tysięcy wojowników wyruszyło w drogę powrotną. Marsz, liczący około 1600 kilometrów, przebiegał przez góry Kurdystanu i Armenii oraz wzdłuż rzeki Tygrys. Grecy byli ścigani przez Persów i atakowani przez lokalne plemiona, wielokrotnie wykazując się zdolnościami wojennymi. Po pięciu miesiącach marszu dotarli do Trapezuntu (obecnego Trabzonu w Turcji), najbliższego greckiego portu nad Morzem Czarnym. Do greckiej kolonii przybyło około 9 tysięcy ocalałych żołnierzy. Następnie drogą morską przedostali się do Chryzopola (obecnie Üsküdar w Turcji), naprzeciw Bizancjum, gdzie zakończyła się wyprawa.

### Skutki
Wyprawa Greków znacząco pogorszyła stosunki między Spartą a Persją. Persowie, powołując się na wcześniejsze ustalenia, zażądali podporządkowania miast greckich położonych na wybrzeżu Azji Mniejszej. Sparta zdecydowanie odmówiła, co wkrótce doprowadziło do wojny. Weterani wyprawy Cyrusa, pod dowództwem spartańskiego króla Agesilaosa II, mieli okazję ponownie zmierzyć się z wojskami perskimi, wykorzystując zdobyte doświadczenie.
Szczegółowy opis wyprawy oraz odwrotu wojsk greckich zawarł w swojej relacji Anabaza Ksenofont, jeden z dowódców marszu powrotnego. W skróconej formie wydarzenia te zostały również przedstawione w XIV księdze Biblioteki historycznej Diodora Sycylijskiego.